# Lohberg (Berka vor dem Hainich)
Der Lohberg ist ein Berg, zwei Kilometer östlich der Ortslage von Berka vor dem Hainich, im Nordosten des Wartburgkreises, in Thüringen.
Der Lohberg befindet sich im südlichen Hainich, auf dem ehemaligen militärischen Übungsgelände der Roten Armee der Garnison am Kindel bei Wolfsbehringen und Wenigenlupnitz. Das in den 1970er Jahren vollständig abgeholzte Gelände ist Teil des heutigen Nationalpark Hainich. An der Nordseite des Berges befindet sich das Quellgebiet des Lauterbachs.
Der Berg ist auf der Süd- und Westseite bereits seit dem Mittelalter gerodet, eine dort befindliche Siedlung Dermerode befand sich beim Dermeröder Berg.  